# Willie Garson
Willie Garson, all'anagrafe William Garson Paszamant (Highland Park, 20 febbraio 1964 – Los Angeles, 21 settembre 2021), è stato un attore statunitense.

## Biografia
È comparso in oltre cinquanta film, sempre interpretando ruoli minori, ma è conosciuto soprattutto per la sua interpretazione di Stanford Blatch nella serie televisiva Sex and the City, ruolo ricoperto dal 1998 al 2004, e per il ruolo di Mozzie nella serie White Collar. Ha partecipato a numerose altre serie televisive, tra cui NYPD Blue, Mr. Belvedere, Quantum Leap, Detective Monk, Crescere, che fatica!, Ally McBeal, Taken, Cinque in famiglia, Star Trek: Voyager, Friends, Ultime dal cielo, X-Files, CSI - Scena del crimine, Stargate SG-1, Buffy l'ammazzavampiri.
Inoltre, è comparso in tre film di Bobby e Peter Farrelly: Kingpin, Tutti pazzi per Mary e L'amore in gioco. Appare anche nel film Quel pazzo venerdì, mentre nel 2001 ha interpretato il film Out Cold accanto a Zach Galifianakis e Victoria Silvstedt. Ha recitato anche nel film Incinta o... quasi (2009). Nel 2009, ha adottato Nathen (di otto anni). È morto il 21 settembre 2021, a 57 anni, a causa di un cancro al pancreas; la notizia della morte è stata divulgata dal figlio. La serie animata Human Resources gli ha dedicato il nono episodio della prima stagione.

## Filmografia

### Cinema
- In campeggio a Beverly Hills (Troop Beverly Hills), regia di Jeff Kanew (1989)
- Brain Dead, regia di Adam Simon (1990)
- Una pista per due (Across the Tracks), regia di Sandy Tung (1990)
- Le avventure di Ford Fairlane (The Adventures of Ford Fairlane), regia di Renny Harlin (1990)
- Riposseduta (Repossessed), regia di Bob Logan (1990)
- Bolle di sapone (Soapdish), regia di Michael Hoffman (1991)
- L'impero del crimine (Mobsters), regia di Michael Karbelnikoff (1991)
- Ruby - Il terzo uomo a Dallas (Ruby), regia di John Mackenzie (1992)
- Ricomincio da capo (Groundhog Day), regia di Harold Ramis (1993)
- Qualcuno da amare (Untamed Heart), regia di Tony Bill (1993)
- Party di capodanno (When the party's over), regia di Matthew Irmas (1993)
- Ciao Julia, sono Kevin (Speechless), regia di Ron Underwood (1994)
- Cosa fare a Denver quando sei morto (Things to Do in Denver When You're Dead), regia di Gary Fleder (1995)
- Legame mortale (The Tie That Binds), regia di Wesley Strick (1995)
- The Rock, regia di Michael Bay (1996)
- Kingpin, regia di Peter e Bobby Farrelly (1996)
- Mars Attacks!, regia di Tim Burton (1996)
- Tutti pazzi per Mary (There's Something About Mary), regia di Peter e Bobby Farrelly (1998)
- Kiss (Living Out Loud), regia di Richard LaGravenese (1998)
- The Suburbans - Ricordi ad alta fedeltà (The Suburbans), regia di Donal Lardner Ward (1999)
- Essere John Malkovich (Being John Malkovich), regia di Spike Jonze (1999)
- Incontriamoci a Las Vegas (Play It to the Bone), regia di Ron Shelton (1999)
- La fortezza: segregati nello spazio (Fortress 2: Re-entry), regia di Geoff Murphy (1999)
- Da che pianeta vieni? (What Planet Are You From?), regia di Mike Nichols (2000)
- Due gemelle in Australia (Our Lips are Sealed), regia di Craig Shapiro (2000)
- Out Cold, regia dei The Malloys (2001)
- Quel pazzo venerdì (Freaky Friday), regia di Mark Waters (2003)
- House of D, regia di David Duchovny (2004)
- L'amore in gioco (Fever Pitch), regia di Peter e Bobby Farrelly (2005)
- Se solo fosse vero (Just Like Heaven), regia di Mark Waters (2005)
- Innamorarsi a Manhattan (Little Manhattan), regia di Mark Levin (2005)
- TV Set (The TV Set), regia di Jake Kasdan (2006)
- Sex and the City, regia di Michael Patrick King (2008)
- Incinta o... quasi (Labor Pains), regia di Lara Shapiro (2009)
- Sex and the City 2, regia di Michael Patrick King (2010)
- Una notte in giallo (Walk of Shame), regia di Steven Brill (2014)

### Televisione
- Il mostro (The Deliberate Stranger) - film TV (1986)
- Casa Keaton (Family Ties) - serie TV, episodio 4x28 (1986)
- Cin cin (Cheers) - serie TV, episodio 5x02 (1986)
- Ancora tu (You Again?) - serie TV, episodio 2x02 (1986)
- Disneyland - serie TV, episodio 31x07 (1986)
- I miei due papà (My Two Dads) - serie TV, episodio 1x03 (1987)
- Bravo Dick (Newhart) - serie TV, episodi 5x06-6x05 (1986-1987)
- Nancy, Sonny & Co. (It's a Living) - serie TV, episodi 6x03-6x05-6x18 (1988-1989)
- Mr. Belvedere - serie TV, 7 episodi (1986-1990)
- In famiglia e con gli amici (thirtysomething) - serie TV, episodio 3x17 (1990)
- Booker - serie TV, episodio 1x21 (1987)
- I segreti di Twin Peaks (Twin Peaks) - serie TV, episodio 2x20 (1991)
- American Playhouse - serie TV, 1 episodio (1991)
- In viaggio nel tempo (Quantum Leap) - serie TV, episodi 1x09-5x01-5x02 (1989-1992)
- Avvocati a Los Angeles (L.A. Law) - serie TV, episodio 7x09 (1993)
- Renegade - serie TV, episodio 2x18 (1994)
- Innamorati pazzi (Mad About You) - serie TV, episodio 4x09 (1995)
- Il tocco di un angelo (Touched by an Angel) - serie TV, episodio 2x19 (1996)
- Caroline in the City - serie TV, episodio 2x18 (1997)
- The Practice - Professione avvocati (The Practice) - serie TV, episodi 1x03-2x04 (1997)
- Melrose Place - serie TV, episodi 6x07-6x17 (1997-1998)
- Ask Harriet - serie TV, 13 episodi (1998)
- Buffy l'ammazzavampiri (Buffy the Vampire Slayer) - serie TV, episodio 2x18 (1998)
- Ally McBeal - serie TV, episodi 1x02-1x23 (1997-1998)
- Cinque in famiglia (Party of Five) - serie TV, episodi 5x02-5x07-5x08 (1998)
- Star Trek: Voyager - serie TV, episodio 5x09 (1998)
- Friends - serie TV, episodio 5x15 (1999)
- NYPD - New York Police Department (NYPD Blue) - serie TV, 7 episodi (1996-1999)
- Just Shoot Me! - serie TV, episodio 3x19 (1999)
- Ultime dal cielo (Early Edition) - serie TV, episodio 4x01 (1999)
- Crescere, che fatica! (Boy Meets World) - serie TV, 4 episodi (1993-1999)
- Nash Bridges - serie TV, episodio 5x09 (1999)
- X-Files (The X Files) - serie TV, episodi 3x07-7x06 (1995-1999)
- Spin City - serie TV, episodio 5x05 (2000)
- Special Unit 2 - serie TV, episodi 1x01-2x11 (2001-2002)
- Taken - miniserie TV, puntate 2-3 (2002)
- CSI - Scena del crimine (CSI: Crime Scene Investigation) - serie TV, episodio 4x05 (2003)
- Sex and the City - serie TV, 27 episodi (1998-2004)
- Prima o poi divorzio! (Yes, Dear) - serie TV, episodio 4x20 (2004)
- The Division - serie TV, episodio 4x16 (2004)
- Detective Monk (Monk) - serie TV, episodio 3x02 (2004)
- Una nuova vita per Zoe (Wild Card) - serie TV, episodio 2x08 (2004)
- Las Vegas - serie TV, episodio 3x12 (2006)
- Stargate SG-1 - serie TV, episodi 4x11-5x12-10x06 (2000-2006)
- CSI: Miami - serie TV, episodi 3x19-5x04 (2005-2006)
- John from Cincinnati - serie TV, 10 episodi (2007)
- I maghi di Waverly (Wizards of Waverly Place) - serie TV, episodio 2x13 (2009)
- Pushing Daisies - serie TV, episodio 2x11 (2009)
- Medium - serie TV, episodio 5x18 (2009)
- Mental - serie TV, episodio 1x06 (2009)
- Hot in Cleveland - serie TV, episodio 3x08 (2009)
- White Collar - serie TV, 81 episodi (2009-2014)
- Due uomini e mezzo (Two and a Half Men) - serie TV, episodio 10x14 (2013)
- Ricomincio... dai miei (How to Live with Your Parents (For the Rest of Your Life)) - serie TV, episodio 1x03 (2013)
- Girl Meets World - serie TV, episodio 1x06 (2014)
- Franklin & Bash - serie TV, episodio 4x02 (2014)
- Hawaii Five-0 - serie TV, 9 episodi (2015-2020)
- The Mysteries of Laura - serie TV, episodio 2x10 (2016)
- Salvation - serie TV, episodio 2x13 (2018)
- Supergirl - serie TV, episodi 4x18-5x14-5x18 (2019, 2020)
- And Just Like That... – miniserie TV (2021-2022)

## Doppiatori italiani
Nelle versioni in italiano delle opere in cui ha recitato, Willie Garson è stato doppiato da:
- Francesco Meoni in Sex and the City (st. 1-3), Sex and the City, Sex and the City 2, And Just Like That...
- Loris Loddi in NYPD - New York Police Department (st. 4-5), Taken
- Franco Mannella in Quel pazzo venerdì, Una notte in giallo
- Gaetano Varcasia in X-Files (ep. 7x06), Kingpin
- Marco Mete ne I maghi di Waverly, Mental
- Stefano Onofri in NYPD - New York Police Department (st. 6)
- Marco Bresciani in In campeggio a Beverly Hills
- Fabrizio Temperini in X-Files (ep. 3x07)
- Michele D'Anca in Essere John Malkovich
- Antonio Angrisano in Ricomincio da capo
- Sergio Luzi in Incinta o... quasi
- Leo Valeriano in Party di Capodanno
- Luca Sandri in Ally McBeal
- Antonio Sanna in Friends
- Piero Tiberi in Sex and the City (st. 4-6)
- Carlo Scipioni in Detective Monk
- Gianni Williams in Out Cold
- Enrico Pallini in Tutti pazzi per Mary
- Ivan Andreani in Peter Gunn
- Roberto Certomà in CSI - Scena del crimine
- Vladimiro Conti in CSI: Miami
- Simone Mori ne L'amore in gioco
- Ambrogio Colombo in Amazing Racer - L'incredibile gara
- Sandro Acerbo in White Collar
- Fabrizio Picconi in Due uomini e mezzo
- Edoardo Nordio in Hawaii Five-0 (ep. 5x11)
- Oreste Baldini in Hawaii Five-0 (ep. 6x04, 6x15)
- Alessandro Quarta in Hawaii Five-0 (ep. 6x23, st. 7-10)
- Fabio Gervasi ne Il re della polka
- Manfredi Aliquò in The Mysteries of Laura
- Mino Caprio in Supergirl
- Luigi Ferraro in Magnum P.I.